# Cotton Mather
Cotton Mather (Boston, 12 febbraio 1663 – Boston, 13 febbraio 1728) è stato un pastore protestante e medico inglese.
Autore di più di 450 opere fra libri e opuscoli, Cotton Mather divenne una delle più influenti autorità religiose in America. A lui si deve l'impostazione della morale nei nuovi insediamenti e l'invito rivolto alla seconda e terza generazione di Puritani, discendenti dai fondatori delle colonie del New England, a tornare alle radici teologiche del puritanesimo.
Per la sua prolificità di autore, Mather era una potenza intellettuale da non sottovalutare in ambito religioso e politico nelle colonie inglesi del Massachusetts, dove fu anche un'autorevole figura in campo scientifico: nel 1716 prese nota di alcuni dei primi esperimenti di ibridazione vegetale con mais rosso, blu e giallo.

## Biografia

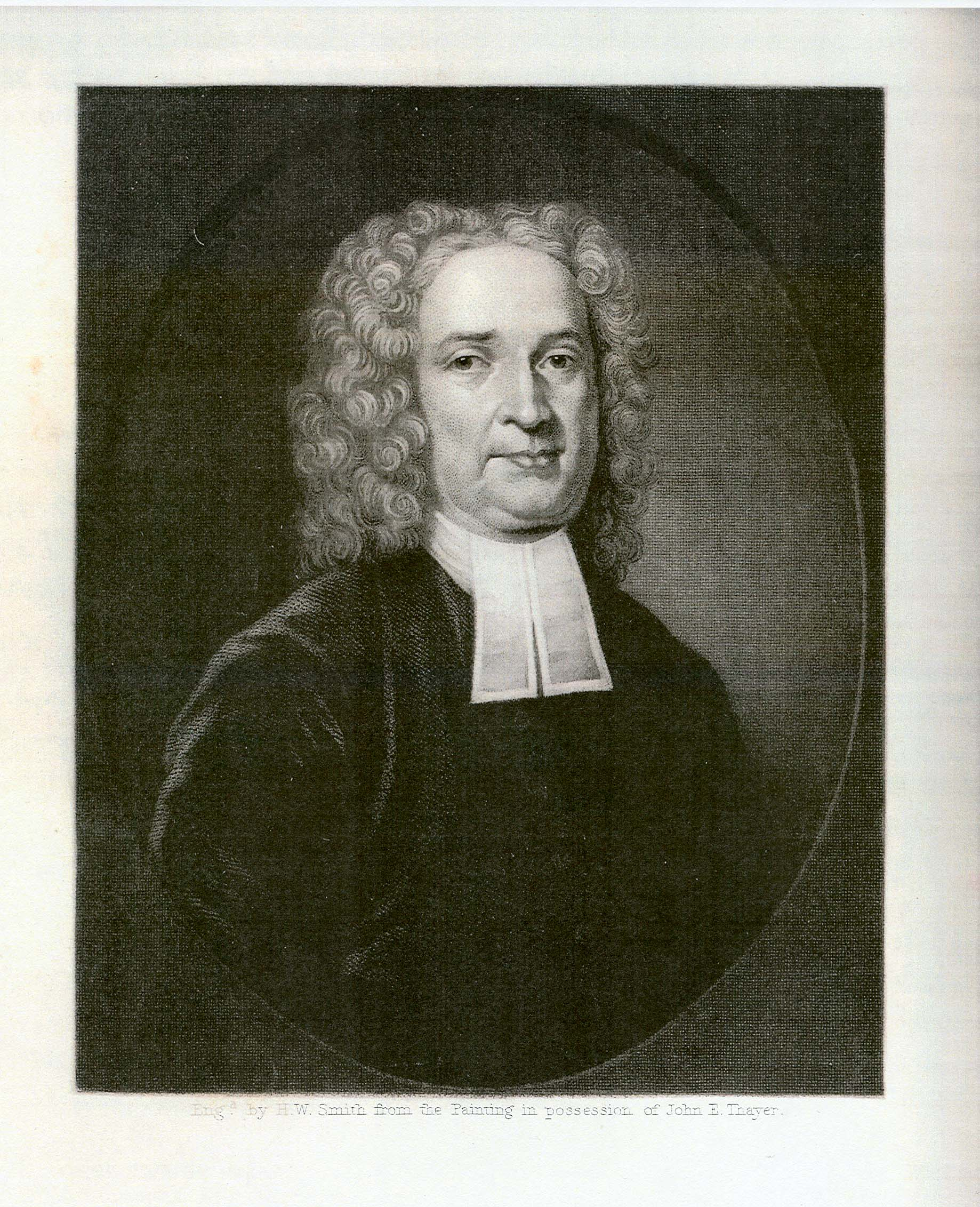
John Cotton (1585–1652)

Cotton Mather nacque a Boston il 12 febbraio 1663, figlio di Increase Mather, pastore congregazionalista della North Church. Gli venne dato il nome Cotton in onore del nonno materno, John Cotton, predicatore puritano.
Frequentò la Boston Latin School per poi iscriversi all'Università di Harvard, dove si laureò nel 1678 all'età di 16 anni. Dopo aver completato il periodo di lavoro post laurea divenne assistente di suo padre. Nel 1685 divenne pastore titolare dell'Old Church.

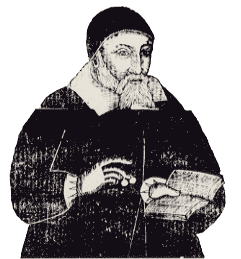
Richard Mather

Il rapporto di Cotton Mather con il padre Increase, affermato scrittore, rettore di Harvard e personalità di spicco del puritanesimo americano, fu spesso teso e difficile. Cotton era deciso a imitare la vita realizzata del padre ma, nonostante gli sforzi compiuti, non ebbe mai abbastanza successo in politica. Tuttavia, per prolificità superò suo padre come scrittore.
Una delle più note dimostrazioni del loro difficile rapporto si ebbe in occasione del Processo alle streghe di Salem. Nonostante Increase Mather non tollerasse quella maratona giudiziaria, Cotton Mather ne documentò il decorso .
Dopo la caduta di Giacomo II d'Inghilterra nel 1688, Mather fu tra i promotori di un'insurrezione contro Sir Edmund Andros, governatore del Dominion del New England.
Cotton Mather ebbe tre mogli e 15 figli. Di questi gli sopravvissero l'ultima moglie e due figli. Morì a Boston il 13 febbraio 1728 e fu sepolto nel cimitero di Copp's Hill, vicino all'Old North Church nel quartiere North End di Boston.

## Mather scrittore
La più importante opera di Mather è Magnalia Christi Americana (1702), una collezione, in sette volumi, di narrazioni biografiche e notizie storiche, alle quali si rifecero successivi scrittori statunitensi come Nathaniel Hawthorne, Elizabeth Drew Stoddard e Harriet Beecher Stowe per descrivere il valore culturale del New England alle generazioni susseguenti alla Rivoluzione Americana. È considerato uno dei documenti più importanti della storia americana, perché riflette una particolare tradizione storiografica.

Mather, nell'interpretare l'esperimento americano, cerca di spiegare gli eventi del suo tempo, di interpretarne il significato e di classificare le tipologie di individui attratti dall'avventura nelle colonie, quasi predicendone il successo. In qualità di pensatore puritano e di conservatore, sulla base della sua formazione religiosa, Mather si rifà alla Bibbia per rivolgersi al pubblico suo contemporaneo, adottandone il linguaggio figurativo e istituendo analogie tra passi biblici ed eventi: per esempio l'arrivo nelle colonie di eminenti leader come John Eliot, John Winthrop e il suo stesso padre Increase Mather è collegato alle storie bibliche di Noè e di Abramo.

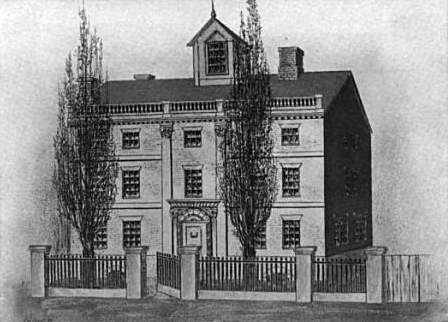
La casa di Cotton Mather in Hanover Street a Boston, 1688-1718

Le lotte, sia intellettuali che materiali, da parte della prima, seconda e terza generazione di Puritani diventano il brodo di coltura della mentalità tipicamente americana di definire il posto da occupare fra le altre nazioni. Il disagio e l'autoinganno, che caratterizzò quel periodo della storia coloniale, sarebbero poi stati rivisitati in molte forme nei momenti di crisi politiche e sociali (come nel caso dei processi alle streghe di Salem, che coincisero con le guerre di frontiera e con la concorrenza economica fra indiani, coloni francesi e di altre nazioni europee) e anche durante i lunghi periodi di specificazione culturale (ad esempio il Rinascimento Americano del XVIII e XIX secolo nel campo della letteratura, pittura e architettura cercò di capitalizzare le caratteristiche identità americane).
Cotton Mather non aveva fama di scrittore dallo stile neutrale e imparziale. Molti, se non tutti, i suoi scritti presentano frammenti della sua vita o furono scritti per ragioni strettamente personali. Secondo lo storico letterario Sacvan Bercovitch Mather affrontò ogni questione in prima persona e consentì ai suoi pregiudizi di filtrare attraverso i suoi scritti:

### Mather e le donne
Mather ebbe tre mogli e spesso scrisse di loro nei suoi diari in modo non molto lusinghiero, attribuendo alla sua terza moglie, Lydia, una malattia mentale, di cui gli storici dubitano fosse realmente affetta. Rivelò le sue graffianti opinioni sulle donne in Ornaments for the Daughters of Zion e in Wonders of the Invisible World, in cui parteggia per i giudici di Salem più che per le donne accusate di stregoneria. Mather incoraggiò e sostenne lo svolgimento dei processi, che portarono all'esecuzione di 20 degli imputati e di due cani.

## La polemica sull'inoculazione del vaiolo
La pratica dell'inoculazione del vaiolo (diversa dalla successiva vaccinazione) fu sviluppata inizialmente in Africa e Asia. Nella Turchia del XVII secolo, si sviluppò la pratica della variolazione, che comportava l'infezione di un paziente, attraverso un taglio nella cute, con l'essudato ricavato da un altro paziente affetto da una forma relativamente lieve di vaiolo, al fine di far insorgere una affezione controllabile e sanabile, procurando all'organismo una successiva immunità.
Agli inizi del XVIII secolo, la Royal Society in Inghilterra stava discutendo sull'utilizzo dell'inoculazione, quando l'epidemia di vaiolo del 1713 stimolò ancor di più l'interesse verso questa pratica. Tuttavia bisognò aspettare fino al 1721 per registrare il primo caso di inoculazione in Inghilterra.

### Il vaiolo nel New England
Il vaiolo fu una seria minaccia per i coloni anglo-americani e ancor più devastante per i nativi americani. Nel New England scoppiarono epidemie di vaiolo nel 1677, 1689–90 e nel 1702. Per l'elevata contagiosità, la mortalità superò il 30% dei casi. Boston fu colpita da epidemie di vaiolo nel 1690 e nel 1702. Nel 1700 il vaiolo era diventato la più devastante fra le malattie epidemiche che circolavano nelle nazioni occidentali. Le autorità pubbliche del Massachusetts affrontarono le epidemie ricorrendo principalmente alla quarantena per le navi che arrivavano nella baia di Boston e per gli abitanti colpiti, che erano tenuti sotto sorveglianza o rinchiusi in un lazzaretto.
Nel 1706 uno schiavo sudanese di nome Onesimo raccontò a Cotton Mather che da bambino gli era stato inoculato il virus del vaiolo nel suo paese di origine. Mather ne rimase affascinato. Nel luglio del 1716 ebbe modo di leggere sulla rivista scientifica Philosophical Transactions un articolo a sostegno dell'inoculazione scritto dal Dr. Emanuele Timoni di Costantinopoli. Mather comunicò in una lettera al Dr. John Woodward del Gresham College di Londra di aver in progetto di sollecitare i medici di Boston ad adottare la pratica dell'inoculazione in caso di nuove epidemie di vaiolo nella colonia.
Il 22 aprile 1721 la nave Seahorse giunse dalle Indie occidentali con a bordo casi di vaiolo. La quarantena non impedì il contagio in città: otto casi furono accertati il 27 maggio e a metà giugno la malattia si diffondeva con rapidità allarmante. Molti residenti fuggirono verso le aree rurali. La tremenda combinazione dell'esodo verso le campagne, della quarantena e dei timori dei commercianti di avvicinarsi alla città minarono per settimane le attività commerciali nella capitale della Bay Colony. Il numero delle vittime raggiunse in settembre la quota di 101 e gli amministratori cittadini «limitarono severamente la durata del rintocco delle campane durante le cerimonie funebri». I legislatori destinarono la somma di mille sterline come aiuto alle persone che, in queste condizioni, non riuscivano a sfamare le loro famiglie.
Il 6 giugno 1721 Mather inviò ai medici della città un estratto delle relazioni sulla variolizzazione scritte dal Dr. Emanuele Timoni e da Jacopo Pilarino, invitandoli a consultarsi sulla questione. Non ricevette alcuna risposta. Mather perorò quindi la sua causa presso il Dr. Zabdiel Boylston, che provò la procedura sul suo unico figlio e su due schiavi, un adulto e un ragazzo. Tutti e tre guarirono nel giro di una settimana. Entro la metà di luglio Boylston aveva praticato l'inoculazione su altre sette persone.
L'epidemia raggiunse il picco nel mese di ottobre del 1721 con 411 decessi. Entro il 26 febbraio 1722 l'epidemia cessò. A partire da aprile del 1721 si erano verificati 5.889 casi di vaiolo, con 844 decessi, dei quali più di tre quarti si verificarono a Boston durante il 1721. Nel frattempo il Dr. Boylston aveva praticato 242 inoculazioni, con solo sei esiti mortali.

### La disputa sull'inoculazione
La campagna di inoculazioni condotta da Boylston e Mather «sollevò un orrido clamore» tra la gente di Boston. Sia Boylston che Mather furono «bersaglio della loro furia; del loro odio e delle loro invettive», che Mather riporta nel suo diario. Gli amministratori di Boston, avendo consultato un medico che sosteneva la pericolosità dell'inoculazione, proibirono a Boylston la prosecuzione del trattamento.
Sul giornale New England Courant apparvero articoli contrari alla pratica: la popolazione di Boston temeva che l'inoculazione diffondesse, piuttosto che prevenire, la malattia. Alcuni storici, in particolare H. W. Brands, hanno sostenuto che questa linea editoriale fosse stata decisa dal redattore capo James Franklin, fratello di Benjamin Franklin. All'estrema contestazione si giunse nel novembre del 1721, quando ignoti lanciarono una granata nella casa di Cotton Mather.
L'atteggiamento dell'opinione pubblica era comunque molto variabile.

### Ostilità dei medici
Diversi oppositori dell'inoculazione richiamavano le conoscenze dell'epoca, secondo le quali vi erano solo due leggi della fisica (la medicina): la simpatia e l'antipatia. L'inoculazione non era né simpatia verso una ferita o una malattia, né antipatia, ma creazione di qualcosa di nuovo. Per questo motivo, essa violava le leggi della medicina, trasformando i medici in artefici di danno invece di salute.
Il commerciante di tabacchi e medico John Williams sostenne con articolati argomenti che «l'inoculazione del vaiolo non è fra le leggi, sia naturali che divine, della fisica e per questo è da considerarsi illegale». Come per la maggior parte dei coloni, il credo puritano di Williams compenetrava ogni aspetto della sua vita. Per fondare la sua posizione egli ricorse alla Bibbia: citò da Matteo 9:12 le parole di Gesù: «Non sono i sani che hanno bisogno del medico, ma i malati». L'inoculazione era da considerarsi «illegale» anche perché non si rintracciava nella Bibbia e dunque non rispondeva alla volontà di Dio.
Inoltre essa violava la regola d'oro, perché chiunque volontariamente infettasse un altro, gli stava facendo quello che non avrebbe voluto fosse fatto a sé stesso. Williams si chiese se il vaiolo «non fosse una delle imperscrutabili opere di Dio e l'inoculazione non fosse che un opporsi all'Altissimo». Chiedeva anche ai suoi lettori se l'epidemia di vaiolo non fosse altro che «una punizione per i peccati» inflitta da Dio e li diffidava dal proteggersi dall'ira di Dio tramite l'inoculazione, perché tale comportamento sarebbe servito solo a «irritarlo ancora di più».
Al contrario il Dr. William Douglass, titolare di una laurea in medicina conseguita in Europa, un caso eccezionale per l'epoca, in un pamphlet intitolato The Abuses and Scandals of Some Late Pamphlets in Favour of Inoculation of the Small Pox (1721) invitò i suoi lettori a far prevalere la ragione sulle passioni e ad essere pragmatici nelle loro scelte. Sostenne che i ministri di culto dovessero lasciare ai medici la pratica della medicina e non immischiarsi in campi in cui non avevano alcuna esperienza. Pur apprezzando il fatto che i ministri di culto avessero svolto diversi ruoli nei primi anni di insediamento nella colonia, tra cui quello di prendersi cura dei malati, era tempo che si astenessero dagli affari di Stato e civili.
In ogni caso, secondo Douglass, l'inoculazione del vaiolo era «un esperimento medico di effetti» da non praticare con leggerezza e non tutte le persone istruite avevano la qualificazione necessaria. Douglass riteneva comunque che l'inoculazione causasse più decessi di quanti ne impedisse. L'unica ragione del successo di Cotton Mather consisteva nel fatto di aver applicato l'inoculazione nei bambini, che sono per natura più resistenti. Douglass promise di opporsi sempre alla «malvagità della diffusione dell'infezione».
«La battaglia fra i due prestigiosi avversari [Douglass e Mather] durò più a lungo della stessa epidemia e la letteratura che accompagnò la controversia fu ampia e pungente». Alla fine Douglass finì per accettare l'inoculazione, ma mantenne la sua posizione sulla necessità del rispetto degli standard professionali.

### Opposizione dei Puritani
Il puritanesimo fu la fondamentale ispirazione delle argomentazioni contro l'inoculazione. I puritani si ritenevano degli “eletti” da Dio per fondare una nazione devota nella Massachusetts Bay Colony e il principio della volontà di Dio permeava tutta la loro vita quotidiana. Essendo la Bibbia per i Puritani la fonte di tutti i processi decisionali, la mancanza di un riferimento nelle Scritture concerneva tutti. Williams derise apertamente Mather per non essere stato in grado di citare un passo della Bibbia a sostegno dell'inoculazione.
I Puritani credevano nell'intervento diretto di Dio nella storia, premiale o punitivo, e ogni afflizione era considerata come prova del particolare interesse di Dio per ogni loro attività. Tuttavia non riuscirono a spiegarsi perché Dio mostrasse la sua disapprovazione tramite il vaiolo.
Molti Puritani ritenevano che il provocare una lesione e, tramite questa, l'inoculazione di una sostanza tossica fosse una violenza contraria ai principi dell'etica medica. Sempre impegnati nell'osservanza dei Dieci comandamenti, nella regolare frequenza delle liturgie e nella pratica del buon vicinato, la contraddizione tra il nuocere a un vicino di casa mediante l'inoculazione e il comandamento «Non uccidere»" sembrava loro evidente e insolubile: di qui una delle principali obiezioni contro quella pratica.

### Il sostegno di Mather all'inoculazione
Con il rapido diffondersi del vaiolo e con l'aumentare delle vittime diventò sempre più impellente di giorno in giorno trovare una soluzione alla crisi. La quarantena e i rimedi quali il bilanciamento degli umori del corpo non rallentavano il diffondersi della malattia. Le notizie che si propagavano da una città all'altra e le corrispondenze da oltreoceano, che narravano terribili storie di sofferenza e di decessi a causa del vaiolo, suscitarono il panico fra la gente.
Cotton Mather combatté con forza contro il pregiudizio che l'inoculazione fosse contraria alla volontà di Dio e sostenne che non si collocava al di fuori dei principi puritani. Nei suoi scritti si chiese come «stranamente gli uomini che si fanno chiamare medici possano tradire la loro scienza e la loro filosofia così come il loro Dio inveendo contro questa pratica?». Come pastore puritano, si formò l'opinione che il vaiolo fosse inevitabile e colpisse indiscriminatamente buoni e cattivi: tuttavia Dio aveva messo a disposizione di tutti i mezzi per salvarsi. Mather scrisse che «nessuno era mai morto di vaiolo a causa dell'inoculazione, benché allo stesso tempo il vaiolo era così violento che almeno la metà dei morti erano quelli infettatisi nel modo comune».

### Epilogo
La pratica dell'inoculazione del vaiolo fu infine accettata dalla popolazione. Nonostante molti fossero inizialmente diffidenti, furono i continui successi della procedura a diffonderne l'uso. L'inoculazione fu di grande aiuto nel controllo del vaiolo, dalla gravità dei casi, alla diffusione dell'epidemia e ai tassi di mortalità. L'inoculazione pianificata consentì una migliore osservazione delle reazioni dei soggetti trattati, di controllare l'intensità dell'infezione e di determinare i tempi di insorgenza del vaiolo e i periodi più favorevoli all'applicazione.
Anche se Cotton Mather e il Dr. Boylston furono in grado di dimostrare l'efficacia dell'inoculazione, il dibattito continuò anche dopo l'epidemia del 1721/22. Dopo aver superato notevoli difficoltà e aver conseguito un notevole successo, nel 1724 Boylston si recò a Londra, dove pubblicò i suoi risultati: due anni dopo divenne membro della Royal Society.
Il clero di Boston, consigliando di seguire i recenti progressi nella medicina, modificò la dottrina della patogenesi collegata alla punizione divina nel tentativo di conservare l'antico ordine, secondo il quale spettava al clero il dovere e il privilegio di interpretare le malattie e le relative cure. Tuttavia non fu possibile risolvere la contraddizione tra il difendere la tradizione e contemporaneamente abbracciare le innovazioni e, di conseguenza, il clero continuò a perdere influenza sociale nel New England del XVIII secolo.

## I processi alle streghe di Salem
Nel XVII secolo i coloni della Nuova Inghilterra si sentivano esposti in un modo insolito alle insidie del demonio. Questo timore derivava dall'idea che essi avevano occupato la terra del male e che il diavolo si accanisse contro i devoti invasori. Cotton Mather condivideva questa comune preoccupazione e al contempo temeva la punizione divina a causa della carente religiosità della popolazione. Gli scrittori inglesi, che condividevano i timori di Mather, citavano eventi a dimostrazione dell'intervento divino per riportare il gregge all'ovile.
In un sinodo del 1681 il clero puritano discusse su come rimediare alla carenza di fede. Cotton Mather ritenne suo dovere osservare e pubblicare famosi interventi provvidenziali. La prima di queste pubblicazioni fu il saggio del 1684 Illustrious Providences, che si rifaceva ai processi per stregoneria celebrati nel New England nel corso di una caccia alle streghe durata dal 1647 al 1688. Mather, in qualità di ecclesiastico, credeva nel mondo spirituale e tentò di provarne l'esistenza, riportando storie di salvataggi in mare, racconti di strane apparizioni e di stregonerie. In buona sostanza cercò di combattere il materialismo nel New England.
Questo era il clima sociale del New England, quando i piccoli Goodwin furono colpiti da una strana malattia. Mather, vedendo l'opportunità di esplorare il mondo spirituale, cercò di curare i piccoli con il digiuno e le preghiere e scrisse Memorable Providences, un dettagliato resoconto della malattia.
Nel gennaio del 1692 Abigail Williams e Betty Parris furono colpite da una malattia simile a quella dei bambini Goodwin e Mather divenne una figura significativa nell'ambito dei processi alle streghe di Salem. Pur non avendo mai presieduto la giuria, Mather esercitò una grande influenza sullo svolgimento dei processi. Il 31 maggio 1692 spedì ai giudici una lettera, Return of the Several Ministers, in cui consigliava di limitare l'uso delle prove basate su sogni o visioni e raccomandava la liberazione dei rei confessi.
In Wonders of the Invisible World, una delle più note opere di Cotton Mather, sono descritti dettagliatamente i processi di Salem. Uno dei principali motivi che spinsero Mather a scrivere di quegli eventi fu quello di voler «incoraggiare un risveglio spirituale a fronte di un diffuso e incosciente autocompiacimento religioso» (Hovey, 532).

### Influsso negativo sui processi
I critici di Cotton Mather affermano che egli causò l'apertura dei processi a seguito della pubblicazione di Remarkable Providences nel 1688 e che li fece rivivere in Wonders of the Invisible World del 1692. In generale sarebbe da ritenersi responsabile della forsennata caccia alle streghe. Altri autori hanno affermato che Mather «per il pubblico bene» mise a repentaglio la propria reputazione nel ricercare la veridicità del fenomeno della stregoneria.
Charles Upham ricorda quando Mather si rivolse all'imputata Martha Carrier, definindola una violenta megera. L'esempio più evidente del comportamento infervorato di Mather si ebbe durante l'esecuzione di George Burroughs, stando al racconto di Robert Calef:
Una seconda questione concernente Cotton Mather è quella relativa all'influenza esercitata nella composizione della corte giudicante. Bancroft ricorda al proposito: «Cotton Mather fece da intercessore per la nomina di William Stoughton, un uomo di freddo temperamento, orgoglioso, ostinato e bramoso di grandeggiare». Bancroft sottolinea che l'atteggiamento di Stoughton fu contro il sentimento popolare e cita una dichiarazione di Mather:
Bancroft osserva anche che Mather considerava le streghe «fra i più miserabili, abietti e luridi accattoni sulla faccia della Terra» e che Mather considerava sostenitori delle streghe tutti coloro che criticavano i processi.

### Influsso positivo sui processi
Chadwick Hansen, nel testo Witchcraft at Salem, pubblicato nel 1969, definì come positivo l'influsso di Mather sullo svolgimento dei processi per stregoneria. Hansen ritiene che Mather trattò in modo corretto ed equilibrato il caso dei figli della famiglia Goodwin e che fu più interessato a rimetterli in salute che ad aprire una caccia alle streghe.
Mather provò anche a convertire Ann Glover, accusata di praticare malefici contro i piccoli Goodwin. Ancor più interessante e antitetica al modo in cui precedentemente era stato descritto il comportamento di Mather fu la sua decisione di non rivelare alla comunità i nomi di altre persone accusate dalla Glover di praticare la stregoneria. Hansen sostiene che Mather agì da moderatore durante i processi alle streghe di Salem, opponendosi alla pena capitale per i capi di accusa minori, come nel caso di Tituba Indians e Dorcas Good e che gran parte dell'impressione negativa dei posteri per Cotton Mather derivi dal suo sostegno ai processi espresso in Wonders of the Invisible World.
Alcuni biografi di Cotton Mather condividono le tesi di Chadwick Hansen. Rosenthal osserva che Mather troppo spesso è raffigurato come un rabbioso cacciatore di streghe, anche se gli attribuisce la responsabilità di non essere riuscito a frenare l'animosità dei giudici. Larry Gregg sottolinea la simpatia dimostrata da Mather verso le vittime della possessione, quando dichiarò: «Il diavolo a volte si impossessa delle persone non solo innocenti ma anche di quelle molto virtuose». Anche John Demos parla di influenza moderatrice di Mather sui processi.

### Epilogo
Dopo la conclusione dei processi, Cotton Mather non si pentì del suo ruolo. Tra gli attori principali dei processi, almeno fra quelli di cui ci siano giunte biografie, solo Cotton Mather e William Stoughton non mostrarono alcun pentimento. Negli anni successivi Mather si dimostrò un difensore sempre più veemente di quegli eventi. Su richiesta del vice governatore William Stoughton, Mather scrisse Wonders of the Invisible World nel 1693, in cui raccolse alcuni suoi sermoni, descrisse la condizione umana nella colonia, fornì un resoconto dei processi contro le streghe tenuti in Europa e difese il ricorso alle prove basate su sogni o visioni, contraddicendo quanto aveva consigliato lui stesso ai giudici in Return of the Several Ministers.
Wonders of the Invisible World fu pubblicato nello stesso periodo in cui il padre, Increase Mather, diede alle stampe Case of Conscience, un libro in cui criticava alcuni aspetti dei processi di Salem. Dopo aver letto Wonders of the Invisible World, Increase Mather coram populo bruciò il libro in Harvard Yard.
Robert Calef iniziò una pluriennale campagna di attacchi contro Cotton Mather. L'ultimo coinvolgimento di Cotton Mather con la stregoneria fu il suo tentativo di curare Mercy Short e Margaret Rule, esperienza che descrisse in A Brand Pluck'd Out of the Burning e in Another Brand Pluckt Out of the Burning.

## Opere maggiori
- Una moneta per i bambini del New England (1675) (ispirato al libro di James Janeway)
- Meraviglie del mondo invisibile (1693) (trad. it. Golem Libri, Roma, 2015)
- Magnalia Christi Americana (1702)
- Bonifacio (1710)
- Il Filosofo Cristiano (1721)
- Miglioramenti religiosi (1721)
- Manuductio ad ministerium (1726)